# Hieracium lithophilon
Hieracium lithophilon es una especie de planta con flor del género Hieracium, de la familia Asteraceae, orden Asterales.

## Distribución
Hieracium lithophilon se distribuye por Noruega.

## Taxonomía
Fue descrita científicamente por Omang.